# الملكان الكاثوليكيان

درع الملوك الكاثوليك

الملكان الكاثوليكيان هو اللقب الذي أطلقته كتب التاريخ للإشارة إلى الزوجين فرناندو الثاني ملك أراغون وإيزابيلا الأولى ملكة قشتالة. ينحدر كلاهما من تراستامارا، وهما أبناء عمومة فكليهما ينحدر من نسل خوان الأول ملك قشتالة. تزوج الملكان في 19 أكتوبر 1469م في بلد الوليد، لتوحيد المملكتين تحت تاج واحد. وقد منحهما بابا الفاتيكان ألكسندر السادس هذا اللقب «الملكان الكاثوليكيان» سنة 1494م لدفاعهما عن الإيمان المسيحي في مملكتيهما.

## الزواج
عند زواجهما في 19 أكتوبر 1469، كانت إيزابيلا في الثامنة عشرة من عمرها، وكانت الوريثة المفترضة لتاج قشتالة، بينما كان فرناندو في السابعة عشرة من عمره والوريث الظاهر لتاج أراغون. التقيا لأول مرة في مدينة بلد الوليد عام 1469، وبعد أقل من أسبوع، عُقد قرانهما. منذ البداية، كانت العلاقة بينهما قوية، وعملا معًا بتناغم ووعي مشترك بأهمية أهدافهما. أدرك كلاهما أن تاج قشتالة يمثل «الجائزة الكبرى التي يخوضان مقامرة لتحقيقها». على الرغم من أن زواجهما كان في البداية تحالفًا سياسيًا، إلا أنه شكل خطوة حاسمة نحو توحيد الأراضي في شبه الجزيرة الإيبيرية، والتي أصبحت فيما بعد مملكة إسبانيا الموحدة.
كان فرديناند وإيزابيلا أبناء عمومة من الدرجة الثانية، مما تطلب حصولهما على إعفاء بابوي لإتمام زواجهما. إلا أن البابا بولس الثاني، الذي كان إيطاليًا ومعارضًا لنفوذ أراغون المتزايد في البحر الأبيض المتوسط ولصعود الملكيات القوية التي قد تتحدى سلطة البابوية، رفض منح هذا الإعفاء. لمواجهة هذا الرفض، لجأ الثنائي إلى تزوير مرسوم بابوي يمنح الإعفاء اللازم. وعلى الرغم من أن التزوير أصبح أمرًا معروفًا في التاريخ، إلا أن المسؤول المباشر عن تنفيذه يظل موضع جدل بين المؤرخين. بعض الخبراء يشيرون إلى كاريو دي أكونيا، رئيس أساقفة طليطلة، باعتباره الشخص الذي يقف وراء التزوير، بينما يعتقد آخرون أن أنطونيو فينيريس قد يكون المسؤول الفعلي عن العملية.
لم تكن ادعاءات إيزابيلا بأحقيتها في عرش قشتالة خالية من التحديات، إذ أثار زواجها من فرناندو استياء أخيها غير الشقيق، الملك هنري الرابع ملك قشتالة. نتيجة لذلك، سحب هنري دعمه لها كوريثة مفترضة، وهو الدعم الذي كان قد ثُبّت رسميًا بموجب معاهدة ثيران غيساندو. بدلًا من ذلك، أعلن هنري تأييده لخوانا من قشتالة، التي وُلدت أثناء زواجه من خوانا من البرتغال. ومع ذلك، كانت شرعية نسب خوانا موضع جدل واسع، حيث أثيرت شائعات عن عجز هنري الجنسي، مما ألقى بظلال الشك على كونها ابنته الشرعية.
عند وفاة هنري في عام 1474، بادرت إيزابيلا بإعلان حقها في العرش، لكن هذا الإعلان واجه اعتراضًا من خوانا، التي كانت حينها في الثالثة عشرة من عمرها. استعانت خوانا بزوجها وعمها في آنٍ واحد، ألفونسو الخامس ملك البرتغال، لدعم مطالبتها بالعرش. هذا النزاع بين الطرفين المتنافسين أدى إلى اندلاع حرب أهلية استمرت من عام 1475 إلى 1479، حيث تصارع الطرفان على السيطرة على عرش قشتالة.
سعت إيزابيلا للحصول على دعم أراغون لتعزيز موقفها في الصراع على العرش، حيث قدم زوجها فرناندو، الوريث الظاهر، ووالده خوان الثاني، ملك أراغون، المساعدة اللازمة. ورغم دعم أراغون قضيتها، نجح أنصار إيزابيلا في قشتالة في انتزاع تنازلات مكّنتها من أن تُقرّ كوريثة وحيدة لتاج قشتالة. توفي خوان الثاني عام 1479، وتولى فرناندو العرش في يناير من العام نفسه.
في سبتمبر 1479، توصلت البرتغال والملوك الكاثوليك في أراغون وقشتالة إلى تسوية القضايا الرئيسية العالقة بينهما من خلال معاهدة ألكاسوفاس، والتي شملت قضية حقوق إيزابيلا في تاج قشتالة. عبر التعاون الوثيق بين الزوجين الملكيين، تمكنا من ترسيخ نفوذهما السياسي في شبه الجزيرة الإيبيرية. وكان والد فرناندو قد نصحهما بأن «كلاهما ليس قويًا دون الآخر».
وعلى الرغم من أن زواجهما أدى إلى توحيد المملكتين، ووضع الأساس لبداية إسبانيا الحديثة، فقد استمر كل منهما في الحكم بشكل مستقل. احتفظت كل مملكة بجزء كبير من قوانينها وحكوماتها الإقليمية الخاصة، وظل هذا الوضع قائمًا على مدى القرون التالية.

## الشعار الملكي والرموز
صمم أنطونيو دي نيبريخا شعار الملوك الكاثوليك، الذي احتوى على رموز تعكس تعاونهما وعملهما المشترك. تضمن الشعار الملكي المشترك عبارة «Tanto monta» («كلاهما يساوي الآخر»)، التي أصبحت رمزًا لتعاونهما المتناغم.
في الأصل، استخدم فرناندو العبارة للإشارة إلى عقدة غورديان: «Tanto monta, monta tanto, cortar como desatar» («الأمر سيّان، سواء بقطع العقدة أو فكها»). إلا أن العبارة تبنّيت لاحقًا كتعبير عن المساواة الكاملة بين الملكين: «Tanto monta, monta tanto, Isabel como Fernando» («الأمر سيّان، إيزابيلا كفرناندو»).
تألفت رموز وشعارات الملوك الكاثوليك المميزة، التي وُضعت أسفل شعار النبالة، من نير وحزمة من السهام. حملت الأحرف الأولى Y وF دلالة على إسابل (Ysabel، حسب التهجئة في ذلك العصر) وفرناندو. كان النير المزدوج، الذي يُرتدى عادة بواسطة فريق من الثيران، رمزًا للتعاون والتناغم بين الزوجين.
أما شعار السهام الخاص بإيزابيلا، فقد عبّر عن القوة العسكرية للتاج، بمثابة تحذير للقشتاليين الذين رفضوا الاعتراف بسلطة الملك أو بحقوقه السيادية، وأهمها حقه في تحقيق العدالة باستخدام القوة.
أصبحت أيقونات الشعار الملكي شديدة الانتشار، وظهرت في العديد من الأعمال الفنية التي جسدت تلك الحقبة. في وقت لاحق، استعار الحزب الفاشي الإسباني «فالانخي» هذه الرموز، زاعمًا أنها تمثل المجد التاريخي والمثل العليا للملوك الكاثوليك.

## سياسة التحالفات
تضمنت سياستهما تحالفات عبر زيجات متنوعة مع البيوت الملكية الأوربية، عن طريق ذريتهما:
- إيزابيلا، كانت أميرة أستورياس، تزوجت أمير البرتغال أفونسو وبعد وفاته تزوجت من أبن عمه مانويل الأول ملك البرتغال.
- خوان، كان أمير أستورياس تزوج من مارغريت النمساوية، لكنه توفى شاباً في 1497.
- خوانا الأولى، كانت ملكة قشتالة وليون وأراغون، تزوج من فيليب الوسيم.
- ماريا، كانت ملكة البرتغال قرينة، تزوج من مانويل بعد وفاة شقيقتها الكبرى.
- كاتالينا، كانت ملكة إنجلترا قرينة، تزوجت لأول مرة من آرثر أمير ويلز وبعد وفاته، تزوجت من أخاه الأصغر هنري الثامن.

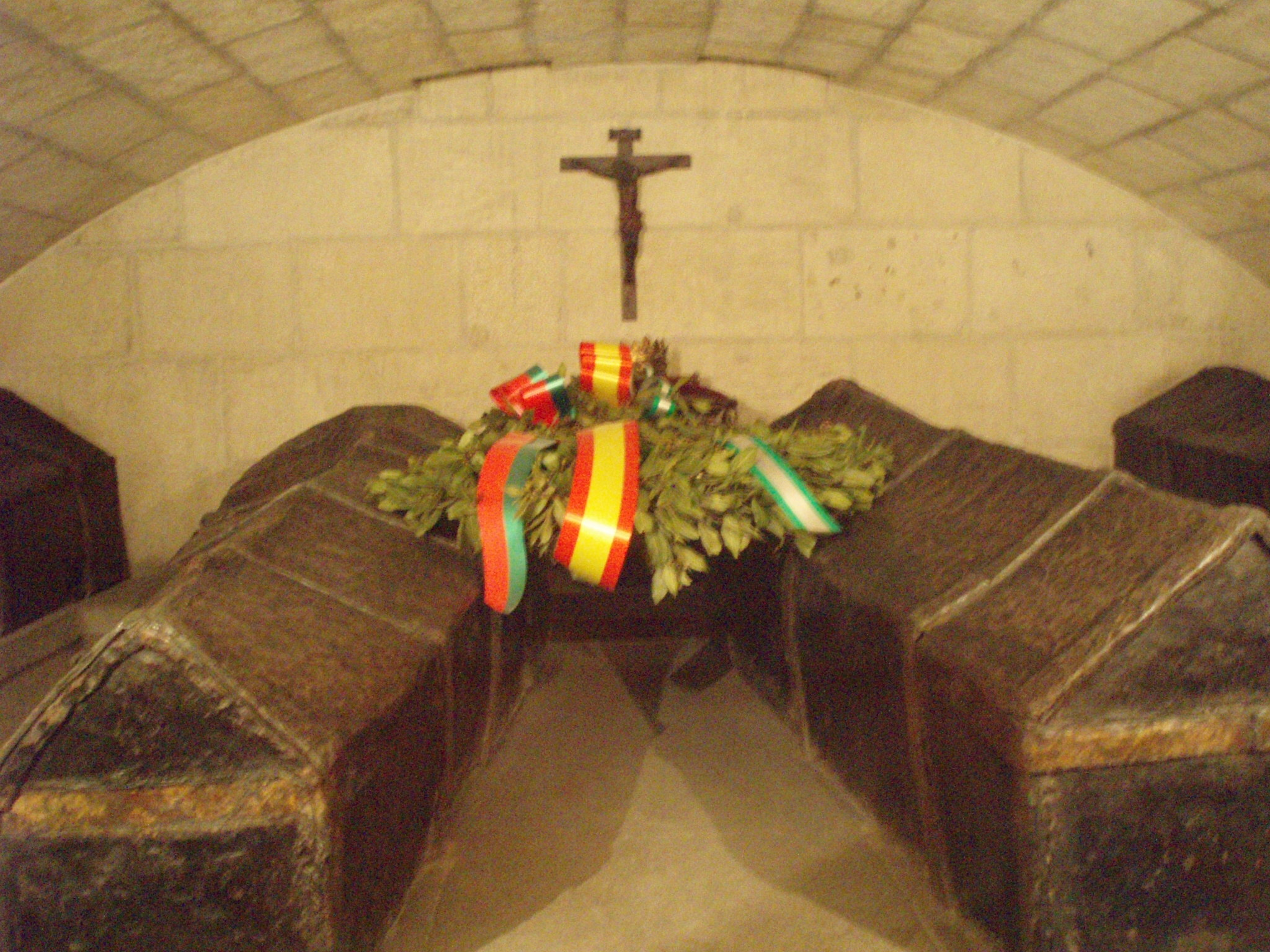
نعشا الملكين في كاتدرائية غرناطة